# Is It Any Wonder? (мини-альбом)
Is it Any Wonder? — шеститрековый мини-альбом британского рок-музыканта Дэвида Боуи, выпущенный в начале 2020 года. По большей части EP состоит из старых песен Боуи, перезаписанных музыкантом во время студийных сессий альбома Earthling (1997) и репетиционных записей сделанных в преддверии турне Earthling Tour, в начале 1997 года.

## Предыстория
Многие треки включенные в этот мини-альбом выпускались впервые. «Fun» представляла собой новую версию песни «Fame», переработанную в преддверии турне Earthling Tour в 1997 году (первоначально под названием «Is it Any Wonder?»). Песня была записана во время гастрольных репетиций в начале 1997 года и дополнена концертной версией «Fame», записанной в июне 1997 года, после чего микширована Марком Плати и Ривзом Гэбрелсом на студиях Looking Glass Studios и Sony Music Studios. Ремикс на версию из этого мини-альбома сделал Дэнни Сэйбер. До релиза песню иногда называли «Funhouse». Альтернативный ремикс композиции был выпущен на альбоме LiveAndWell.com.
Ремикс песни «The Man Who Sold the World» был первоначально выпущен в 1995 году в качестве би-сайда к синглу «Strangers When We Meet». Микс состоял из студийной записи, (сделанной 30 октября 1995 года), к которой Брайан Ино «добавил немного бэк-вокала и звук сонара, а также немного изменил структуру композиции, чтобы сделать её более контурной».
«Stay '97», обновленная версия песни «Stay», первоначально выпущенной на альбоме Station to Station (1976), была записана в 1997 году на студии The Factory в Дублине и сведена в середине 1997 года. Трек группы Tin Machine «I Can’t Read» дважды перезаписывался Боуи в 1996 году, один раз для саундтрека к фильму «Ледяной шторм» (1997), а другой — для включения в альбом Earthling (новая аранжировка нравилась музыканту больше), однако в последний момент он заменил его песней «The Last Thing You Should Do». «Baby Universal '97», также изначально сочинённая группой Tin Machine, тоже была перезаписана для Earthling (чтобы занять место между «I’m Afraid of Americans» и «Law (Earthlings On Fire)», но также не попала на альбом. «Stay '97» и «Baby Universal '97» ранее не выпускались.
Инструментальная композиция «Nuts» — Боуи, Гэбрелса и Плати — была записана в ноябре 1996 года и задумывалась как бонус-трек для Earthling, однако в него включена не была и ранее не выпускалась.

## Релиз
В преддверии выпуска EP треки публиковались на стриминговых платформах по одному в неделю, начиная с января 2020 года. Полная версия мини-альбома стала доступна с 14 февраля 2020. В следующем месяце релиз был выпущен на физических носителях.

## Список композиций
1. «Baby Universal '97» — 3:13
2. «Fun (Clownboy mix)» — 3:11
3. «Stay '97» — 7:30
4. «I Can’t Read '97» — 5:27
5. «Nuts» — 5:21
6. «The Man Who Sold the World (Live Eno Mix)» — 3:33

## Чарт
| Чарт (2020)                       | Высшая позиция |
| --------------------------------- | -------------- |
| Шотландия (Scottish Albums Chart) | 3              |
| Великобритания (UK Albums Chart)  | 10             |